# Иосифа (Олена Витер)
Монахиня Иосифа (укр. Йосифа, в миру Олена (Елена) Васильевна Витер, укр. Олена Василівна Вітер, 11 января 1904 года, с. Миклашев, ныне Львовская область Украины (по другим данным, гор. Киев) — 15 ноября 1988 года, г. Львов) — украинская грекокатолическая монахиня ордена студиток, деятельница националистического подполья, политзаключенная. Первая украинка, внесенная в список Праведников народов мира (19 февраля 1976 года; до и после этого Яд ва-Шем в основном указывал праведников-украинцев как граждан Польши или СССР).

## Биография
Родилась в 1904 году в семье гимназических преподавателей Василия и Марии. Мать была полькой, отец — украинцем, однако Олена всегда считала себя украинкой, хотя до 13 лет жила с родителями в Австрии. Возвращение семьи во Львов в 1918 году было связано с политической деятельностью отца, который оказал решающее влияние на формирование личности девушки.
Окончила львовскую женскую гимназию, в 1921 году поступила в медицинский институт, однако в связи с ранней смертью отца оставила учёбу и в возрасте 18 лет ушла в монастырь.
В дальнейшем, приняв монашеский постриг под именем Иосифа, стала наставницей для новых послушниц (укр. магістра новіціатів, а затем, с 1932 года — игуменьей монастыря сестёр-студиток в селе Якторов (ныне Золочевский район, Львовская область). С 1939 года до середины 1940 года была игуменьей монастыря студиток во Львове. Пользовалась благосклонной протекцией со стороны главы УГКЦ митрополита Андрея (Шептицкого).
Активно участвовала в работе украинских общественных организаций, таких как «Просвита» и «Родная школа», организовывала в сёлах Золочевщины библиотеки, детские сады, приюты для сирот, медицинские и хозяйственные курсы, хоры и драматические кружки. В 1930 году по предложению Юлиана Головинского вступила в подпольную Организацию украинских националистов (ОУН), в рамках которой также занималась просветительской деятельностью.
После советского вторжения и присоединения Западной Украины к СССР монастырь был закрыт. Насельницы зарегистрировали монастырский дом как общежитие медсестёр, стали носить светскую одежду и пошли работать по специальности — медработниками. Сама «бывшая» игуменья стала секретарём известного львовского врача и общественного деятеля Марьяна Панчишина, поддержавшего установление советской власти. В этом качестве продолжала свою деятельность в ОУН, содействовала нелегальному переходу активистов организации из советской зоны оккупации в немецкую. Операция по переправке через границу священника Ярослава Чемеринского провалилась, и 11 июня 1940 года Иосифа была арестована органами НКВД. Содержалась в тюрьме НКВД № 1 на ул. Лонцкого, подвергалась избиениям и издевательствам, ожидала вынесения смертного приговора и, согласно документам, была расстреляна в числе других заключенных при эвакуации советских органов в связи с нападением Германии на Советский Союз, однако в действительности осталась жива и 28 июня 1941 года оказалась на свободе.
После освобождения восстанавливала жизнь монашеских общин, заботилась о сиротских приютах и оказывала помощь членам ОУН и УПА. В то же время в монастырском детском доме на окраине Львова, находившемся под опекой игуменьи Иосифы, скрывались еврейские дети. Игуменья и монахини не только обеспечивали детей питанием, одеждой и уходом, но и обучали их христианским молитвам и традициям, чтобы они не выделялись среди других детей и могли избежать подозрений. В случаях, когда еврейские дети привлекали внимание местных оккупационных властей или прихожан, игуменья Йосифа переводила их в другой студитский монастырь, где также укрывались как дети, так и взрослые евреи. В июле 1944 года, после освобождения Львовщины от нацистской оккупации, спасённые дети были переданы либо выжившим родственникам, либо в еврейские организации.
12 октября 1945 года вновь арестована органами НКГБ и в апреле 1946 года осуждена на 20 лет каторжных работ и 5 лет лишения прав по ложному обвинению в подготовке убийства двух сотрудников НКВД (в действительности не существовавших) и известного советского украинского писателя Ярослава Галана. Отбывала наказание в лагерях Восточной Сибири и Мордовской АССР. Освобождена 29 марта 1956 года, проведя в заключении почти 10 лет, 5 месяцев и 17 дней. В течение более 30 лет служила в подпольном монастыре в городе Скалат Тернопольской области. Позже большую часть времени проводила во Львове, занимаясь благотворительной деятельностью среди мирян и катехизацией детей, а также руководила подпольными монастырями сестёр-студиток и тайным новициатом. Пользовалась материальной поддержкой со стороны спасенных ею в детстве евреев.
Скончалась 15 ноября 1988 года. Реабилитирована посмертно в 1995 году.

## Память
В Скалате именем Олены Витер названа улица.
Во французском городе Венсен действует украинская школа выходного дня им. Олены Витер.